# Август. Восьмого
«Август. Восьмого» (иногда указывается как «Август восьмого») — российский кинофильм Джаника Файзиева о войне в Грузии, проходившей в августе 2008 года. Это третий в мире художественный фильм на эту тему и второй фильм, снятый Россией. Съёмки были профинансированы Федеральным Фондом Социальной и Экономической Поддержки Отечественной Кинематографии. Дистрибьютором фильма стала компания «Двадцатый Век Фокс СНГ» — российский дистрибьютор «20th Century Fox».
Сюжет повествует о молодой матери-одиночке, которая вынуждена пробираться в Южную Осетию, где оказался её 7-летний сын, которого она отправила туда накануне войны. Фильм можно разделить на две чередующиеся между собой части: одна демонстрирует, как в глазах маленького мальчика конфликт превращается в фантастический боевик с супер-роботами, вторая показывает реальность военной обстановки и путешествие главной героини. Хотя фильм имеет военную тематику, в нём нет кровавых сцен или откровенных сцен убийств, а весь акцент в основном строится на переплетении судеб людей (с которыми встречается главная героиня) и разрушении окружающего материального мира. Детям до 12 лет просмотр фильма разрешён в сопровождении родителей, хотя интернет-магазин Ozon.ru поднял эту планку до 16 лет, а MPAA присвоила фильму рейтинг R.
Практически сразу после начала производства фильм обвинялся в пропаганде, но в то же время вызвал интерес из-за наличия робота на промоплакате. Работа над фильмом началась в середине марта 2011 года и закончилась в начале августа. С октября фильм находился в стадии постпродакшна. Всероссийская кинопремьера состоялась 21 февраля 2012 года, теле-премьера — 4 ноября в 18:20 на Первом канале.
Хотя фильм входил в число самых кассовых фильмов российского кинопроката 2012 года, его сборы смогли окупить его бюджет только наполовину (международный прокат фильма вышел очень ограниченным), и в ноябре 2012 года российское издание «Forbes» включило «Август. Восьмого» в список 12-ти самых громких провалов российского кино в 2012 году, правда на последнее 12-е место. Тем не менее, в январе 2013 года фильм занял 3-е место в списке лучших фильмов 2012 года российского производства по мнению белорусских экспертов.

## Сюжет
27-летняя кондитерша-москвичка и мать-одиночка Ксения (Светлана Иванова) соглашается с предложением своего бывшего мужа, осетина Заура (Егор Бероев) отправить их 7-летнего сына Артёма (Артём Фадеев) на отдых к его родителям в Южную Осетию (где Заур служит в миротворческих войсках) в деревню Сидамонта, которая находится недалеко от грузино-югоосетинской границы. 7 августа 2008 года Артём улетает вместе с сослуживцем Заура Ильёй (Хасан Бароев), а в тот же день Ксения случайно узнаёт из Интернета о растущем на границе напряжении и звонит Зауру с требованием вернуть Артёма, но Заур считает статьи провокацией, и отказывается её слушать. Ксения в замешательстве и приходит за советом к своему любовнику Егору (Александр Олешко), с которым она собиралась поехать в Сочи (и поэтому согласилась отпустить Артёма, поскольку Егор не очень хорошо ладил с ним). Егор показывает своё истинное лицо, жёстко высказав героине, что он не имеет никакого желания считаться с проблемами её семьи. Расстроенная Ксения сама на самолёте прилетает во Владикавказ, откуда на автобусе отправляется в Цхинвал. После Рокского тоннеля двигатель автобуса глохнет, и его берёт на буксир грузовик «Урал». Внезапно в грузовик и автобус попадают две ракеты. Ксения чудом остаётся жива. Её и других уцелевших спасает разведотряд миротворцев во главе с командиром Лёхой (Максим Матвеев), который, поддавшись на уговоры Ксении, отвозит её в Цхинвал и высаживает перед зданием парламента Южной Осетии буквально за минуту до начала обстрела «Градами». Вместе с попавшимся ей на пути ополченцем Казбеком (Алексей Гуськов) Ксения садится в машину и, подобрав нескольких беженцев, едет в ближайший военный лагерь. Тем временем Заур, который отпросился с базы для того, чтобы эвакуировать родителей с сыном, дозванивается до Ксении, и оба решают встретиться в лагере для беженцев в Джаве. Командир разрешает Зауру забрать семью, но к родительскому дому к уазику подъезжает грузинский танк. Догадавшись что должно произойти бабушка посылает Артёма в дом за очками. Заур показывает экипажу танка каску с эмблемой миротворца (ССПМ), но танк выпускает снаряд, погубив Заура и его родителей. Задетый взрывной волной Артём впадает в шок и уходит в мир своего воображения, где отгораживается от пугающей его реальности с помощью его любимого детского спектакля о приключениях мальчика Космобоя и Доброго Робота (лицо и голос Егора Бероева), которые борются против человекоподобного существа Мраковласта (Джаник Файзиев). Ища способы добраться до сына, Ксения крадёт удостоверение репортёра и присоединяется к отряду Ильи в качестве журналиста. Но через некоторое время отряд попадает в засаду, где Илья погибает, а Ксения, опять же, чудом остаётся жива, хотя и с сотрясением мозга, и продолжает дальнейший путь теперь в сопровождении случайно подвернувшегося ей Лёхи, чей отряд движется в Шанхай, где грузинские войска обстреливают миротворческую базу, в которой укрываются беженцы.
У Артёма рана на виске, от шока и кровопотери он испытывает галлюцинации. Ксения, догадавшись об этом, поддерживает с сыном связь посредством mms-ок, в которых обращается к нему от лица Доброго Робота (так как сам Артём отождествляет себя с Космобоем). Двигаясь вместе с Лёхой, Ксения становится невольным свидетелем того, как он показывает себя не только уверенным военным профессионалом (когда, например, ловким манёвром уводит отряд с линии огня грузинского танка), но и заботливым сыном (когда говорит по телефону с матерью, не желая её волновать из-за проблем с сердцем, поскольку она не знает, что сын теперь в горячей точке). Когда они добираются до миротворческого лагеря, то выясняется, что эвакуация беженцев, которых оказалось больше ста человек вместо предполагавшихся вначале 10-12, может растянуться надолго, а Ксения не может ждать и поэтому дальше вынуждена идти в одиночку, теперь уже полагаясь только на собственные силы. Избежав всех опасностей быть замеченной, она наконец добирается до Артёма, который от потери крови уже почти без сознания, и когда Ксения делает ему повязку, то он даже не различает её и не слышит её голос. Поскольку Артём не может идти, она угоняет джип Defender у грузинских солдат, находящихся неподалёку. На джипе Ксении удаётся сначала оторваться от двух грузинских грузовиков, а затем она, вспомнив манёвр Лёхи, обманом заставляет оказавшийся на её пути грузинский танк выстрелить в увязавшийся за ней перед этим броневик Otokar Cobra. Всё это время Артём, у которого сознание балансирует на грани реальности и вымышленного мира, видит вместо грузинской техники Мраковласта и его слуг, а Ксения изредка преображается в Доброго Робота. Ксения неожиданно въезжает в сосредоточение грузинских войск и умудряется оттуда выбраться лишь потому, что солдаты оказываются не готовы к её появлению. В это время в воздухе появляются российские штурмовики Су-25, выпускающие по противнику ракеты, которые уничтожают грузинскую бронетехнику, а вместе с ними и Мраковласта в воображении мальчика. Ксении только чудом удаётся вывести джип из зоны бомбардировки, но вскоре она сталкивается с грузинским солдатом (Александр Хошабаев), который, угрожая ей автоматом, силой вытаскивает её из машины, и Ксения, как может, объясняет ему, что хочет спасти сына, и говорит, что его мать сделала бы ради него то же самое. Солдат, приняв правоту её доводов, объясняет Ксении, что российские военные, увидев грузинский джип, немедленно откроют по ней огонь, и предлагает подбросить её до линии фронта настолько близко, насколько это возможно. Привезя Ксению почти к самому фронту, солдат оставляет её там и уезжает, подняв на прощание руку.
Ксения, с Артёмом на руках, идёт вперёд навстречу русским войскам, и командир головного танка (Кирилл Плетнёв) требует от неё сойти с дороги. Ксения, которая ещё не отошла от пережитого, в ответ только улыбается, отходит в сторону и всё равно продолжает идти дальше по дороге против движения войск. Танкист в ответ бросает реплику: «Не, пацаны, так мы сегодня до Тбилиси точно не доедем!». Позже в полевом госпитале Артёму, лежащему под капельницей, с помощью сказок Ксении про Космобоя и Доброго Робота удаётся выйти из мира иллюзий и наконец осознать, что его отец мёртв (в момент гибели Заура мозг Артёма выдал защитную реакцию, при которой Заур преобразился в Доброго Робота, из-за чего Артём фактически видел его смерть, а не смерть отца). Ещё позже они стоят в очереди к вертолёту, который отвезёт их в Россию, и здесь их находит Лёха, который сообщает им, что война закончилась, российские войска остановились в Гори. Артём, окончательно оправившийся от травмы, проявляет к Лёхе интерес, видя героя теперь уже не в выдуманном Добром Роботе, а в простом солдате. Они с Ксенией прощаются с ним и садятся в вертолёт. Пока он летит в воздухе, внизу колонна российских солдат уходит из Южной Осетии.
Параллельно всем вышеперечисленным сценам развивается ещё одна сюжетная линия, демонстрирующая Президента Российской Федерации (Владимир Вдовиченков). Отдыхая с женой на своей яхте на Волге, он посреди ночи разбужен звонком и узнаёт о начале войны. На заседании правительства многие решают, что нужно начинать контрнаступление, но один из министров (Сергей Газаров) выступает против этого, говоря, что тогда весь мир назовёт Россию агрессором и страна окажется в международной изоляции, сравнимой со временами холодной войны. Президент отвечает, что иначе нельзя, потому что российские миротворцы под атакой.
Фильм заканчивается краткой сценой в квартире Ксении, где на автоответчике её телефона проигрываются три сообщения от Егора, который раскаивается и просит прощения, потому что очень по ней скучает. Последнее, четвёртое проигрывающееся сообщение — от Лёхи, который успевает только представиться, после чего идут титры, предваряющиеся надписью «Вырастившим и воспитавшим меня женщинам посвящается».

### Вырезанные сцены
Очень много кадров из вырезанных сцен можно было увидеть в обоих рекламных трейлерах. Почти все они не прошли постпродакшн, потому что в большинстве эпизодов реплики актёров не переозвучены и едва слышны.
- Кондитерская — сцена показывает, что Ксения работает кондитершей. Она хочет ответить на звонок мобильного телефона (подразумевается, что это mms-сообщение со спектаклем, который смотрит Артём), но её перехватывает Егор, который пришёл к ней с цветами. Он приглашает её выпить кофе и затем начинает суфлировать ей, когда она отпрашивается у начальницы.
- Ксения и Заур — Ксения идёт под дождём с работы. Когда она садится в машину, ей звонит Заур с просьбой прислать к нему Артёма, потому что он очень скучает по нему. Ксения очень напряжена (потому что роняет ключи, потом не может открыть машину, затем сама машина не заводится) и говорит, что если он хочет, то пусть сам приезжает в Москву. Они постепенно ссорятся и переходят на повышенные тона. Краткий кадр с Зауром, когда он просит прислать к нему Артёма, присутствовал в первом трейлере.
- Репетиция в театре — Артём наблюдает за репетицией спектакля (репетируется та самая финальная сцена). Нервный режиссёр (Файзиев), который играет в этом спектакле самого Мраковласта, раздаёт указания. Приходит Ксения. Пока она разговаривает с одной из работниц сцены (Татьяна Пискарёва), у Артёма звонит телефон и он, слушая позывную мелодию с выстрелами, начинает снова воображать, что видит живого Мраковласта, и делает вид, что стреляет в режиссёра из пушки, расположенной у него на запястье (роль «пушки» исполняет мобильник). В этой сцене выясняется, что Артём не первый раз смотрит спектакль, и, вероятно, Ксения не имеет никого, кто бы мог присматривать за Артёмом, почему она и оставляет его под присмотром работников сцены.
- Мама и сын — Артём лежит под столом и наблюдает, как Ксения наводит порядок в комнате (она готовится к приходу Егора). Артём спрашивает её, почему она с ним не играет, а потом останавливает её, когда она чуть было не наступает на фигурку робота (которую потом раздавит Егор). Они падают на пол, и он просит её поиграть с ним в самолёты. Ксения приподнимает его над собой, и Артём кричит: «Я самолёт! Я летающий робот!» Кадры из сцены есть в первом трейлере.
- Ксения и воздушные шарики — Ксения, идя по улице, случайно протыкает воздушный шарик у девочки (сцена идёт либо после того, как она проводила Артёма в аэропорту, либо после того, как она сообщила Егору, что может поехать с ним в Сочи).
- Кремль — два советника президента обсуждают катастрофу с автобусом. По их мнению, выстрел мог быть сделан с обеих сторон (намекая, что снаряд мог быть выпущен и со стороны России).
- Город в огне — Заур в джипе едет в Сидамонту и видит в стороне от дороги панораму горящего Цхинвала.
- Медпункт — в Джаве доктор перевязывает Ксении обожжённые пальцы, а она рассказывает ему о её впечатлениях во время бегства из Цхинвала. Доктор говорит, что ей надо поесть.
- Засада[12] — сделанная киностудией «Mon Ula Films» раскадровка сцены, где Илья и Ксения попадают в засаду, содержала более интенсивные эпизоды, в виде охваченных огнём солдат, идущих, как зомби; момент, когда разбиваются наручные часы Ильи; смерть ещё одного грузинского солдата, которого Илья убивает ножом (в фильме он убивает только одного грузинского солдата ударом ножа в подмышку, а в раскадровке перед этим дерётся с ещё одним солдатом, которого бьёт ножом в горло).
- Госпиталь — сон-галлюцинация, следующая после сцены, где Ксении мерещится, что она летит в воздухе. Сюжет сна навеян Ксении её воспоминаниями о родах. Ксения приходит в себя в операционной, откуда акушер в хирургической маске вывозит её на каталке в коридор. Всё вокруг залито ярким светом, у Ксении двоится в глазах. Она спрашивает, где Артём, и доктор говорит, что с ним всё в порядке, потому что «он вполне самостоятельный», а ей нужно спать. Он кладёт ей руку на лицо, закрывая глаза, но Ксения внезапно осознаёт, что Артём не может быть самостоятельным, потому что он ребёнок. Она сбрасывает руку акушера, срывает с него маску и видит Егора. На DVD «Флагман-Трэйд» сцена представлена не полностью, так как, согласно «Экспресс Газете» за июль 2011 года, сцена включала сам процесс родов, а Александра Олешко в данном эпизоде подменял дублёр, бывший инструктором фитнес-центра, в который ходила Иванова[13].
- Божья коровка — сцена разворачивается в промежутке, когда отряд Лёхи идёт снимать устроившего засаду снайпера. Ксения вместе с ними проникает в одно из зданий. Сначала они обходят замаскированную ловушку-гранату, потом небольшую засаду. В какой-то момент Ксения видит, как у одного из солдат по спине ползёт божья коровка.
- Артём и Лёха[14] — известна только по внесъёмочным фотографиям. В финале Лёха и Артём при прощании пожимают друг другу руки.

### Альтернативные сцены
- Заседание в Кремле — в театральной версии есть две сцены, где Президент обсуждает текущую ситуацию с министрами и советниками в просторной комнате со светлыми стенами. В альтернативном варианте действие происходит в большом зале, стилизованном под старинную палату Кремля, но при этом актёрский состав и реплики остаются прежними. Этих альтернативных сцен нет на российском DVD и в данный момент они есть только в иностранных DVD-изданиях.

## В ролях
| Актёр                | Роль                                   |
| -------------------- | -------------------------------------- |
| Светлана Иванова     | Ксения                                 |
| Максим Матвеев       | Алексей (Лёха), командир разведотряда  |
| Егор Бероев          | Заур / Добрый Робот                    |
| Артём Фадеев         | Артём / Космобой                       |
| Александр Олешко     | Егор / акушер                          |
| Алексей Гуськов      | Казбек Николаевич                      |
| Хасан Бароев         | Илья, друг Заура, капитан              |
| Владимир Вдовиченков | президент России                       |
| Гоша Куценко         | актер Георгий (камео)                  |
| Сергей Газаров       | Кирилл Иванович, советник президента   |
| Анатолий Белый       | Алексей, советник президента           |
| Александр Дубина     | советник президента                    |
| Лидия Вележева       | Аза, женщина в разрушенном доме        |
| Владимир Зайцев      | министр обороны                        |
| Константин Самоуков  | Григорий (Гришка), лейтенант           |
| Александр Петров     | Яков (Яшка), командир танка            |
| Анна Легчилова       | мать Ксении                            |
| Кирилл Плетнёв       | танкист                                |
| Валентин Варецкий    | начальник генштаба                     |
| Александр Карамнов   | Романов, полковник миротворческих сил  |
| Алина Дзтиева        | попутчица Ксении в автобусе на Цхинвал |
| Родион Галюченко     | Михаил (Миша), стрелок                 |
| Владимир Колида      | Сергей, боец разведотряда              |
| Евгений Харланов     | перепуганный солдат                    |
| Митя Лабуш           | журналист, убитый на БТР               |
| Эстелль Раскин       | американская журналистка               |
| Константин Глушков   | командир бронетанковой колонны         |
| Тамара Гамгия        | мать Заура                             |
| Леонид Хишба         | отец Заура                             |
| Валерий Кудашкин     | директор ФСБ                           |
| Вилик Чакмач Оглы    | пассажир с цыплятами                   |
| Вианор Бебия         | попутчик в автобусе на Цхинвал         |
| Роланд Бганба        | попутчик в автобусе на Цхинвал         |
| Дамей Чамба          | попутчик в автобусе на Цхинвал         |
| Теймураз Тания       | «контролёр» в автобусе на Цхинвал      |
| Максим Мальцев       | телевизионщик                          |
| Александр Гизгизов   | водитель ЛИАЗа                         |
| Виктор Фалалеев      | генерал ВВС                            |
| Екатерина Авдеева    | Космобой в спектакле                   |
| Александр Хошабаев   | грузинский солдат                      |
| Татьяна Пискарёва    | Мария, работница сцены                 |
| Джаник Файзиев       | Мраковласт / режиссёр в театре         |

## Создание фильма

### Замысел и концепция
«Все — даже самые фантастические — сюжеты в мировой культуре и в кино рождает сама жизнь. Так было и у нас. Появилась история про молодую девушку, достаточно неуверенную в себе, может быть, не умеющую принимать решения, которые нужны и важны в жизни, и для неё самой, и для её семьи. И она каким-то образом пытается справиться с обстоятельствами, которые её окружают. Это похоже на игру в «Тетрис» — как только, казалось бы, ты в двух шагах от правильного решения, на голову тебе падают новые сложности. Эту историю я поместил в такую среду, где все человеческие качества: самоотверженность, подлость, любовь, малодушие, — отражались бы во много раз ярче, сильнее. Война, где на первый план выходит, прежде всего, выживание, а нравственность становится уделом лишь самых сильных, не потерявших голову от страха, — показалась мне достаточно подходящим обрамлением».
Из-за слишком большой масштабности спецэффектов для российского кинематографа подготовка к работе началась ещё осенью 2010 года, когда сценарий всё ещё был в разработке. На самом начальном этапе создания фильма Файзиев говорил о том, что данный фильм — «это история о событиях глобального масштаба, показанная через призму судеб и поступков обычных людей, которых встречает во время своих „приключений“ главная героиня». Идея фильма основывается на нескольких историях, которые он случайно услышал в разговоре за чашкой кофе от своих друзей. За основу главной сюжетной линии была взята история друга-журналиста Файзиева, который встречался с молодой студенткой медицинского университета. У них был серьёзный роман, но перед её выпускными экзаменами они сильно поссорились и не виделись несколько месяцев. В августе 2008 года он встретил их общую подругу и узнал, что девушку распределили в Южную Осетию. Подозревая, что она, не интересуясь политической ситуацией, поехала туда, он, не предупредив из принципа, отправился вслед за ней и оказался в Южной Осетии аккурат 8 августа. Имея боевой опыт (он служил офицером в Афганистане) и поддерживая с девушкой телефонную связь, он прорывался к ней всеми доступными средствами и заодно оказывал ей психологическую поддержку. И хотя оба выжили и сумели выбраться за линию фронта, их роман хэппи-эндом так и не закончился. Между тем, есть предположение, что центральная сюжетная линия основывалась на журналисте Викторе Сокирко, который в августе 2008 года разыскивал в Южной Осетии свою жену, тоже журналистку, Ирину (к счастью, оба выжили). Сюжет про мать-одиночку с сыном, который фантазирует о роботах, Файзиев придумал, вспомнив его давнюю подругу, тоже мать-одиночку, имевшую сына, который, когда кто-то приходил к ним в гости, на все попытки заговорить с ним всё время отвечал, что он «Злой Робот». Файзиев со временем понял, что мальчик с помощью этого самого Злого Робота отгораживался от всех маминых любовников. Он добавил к этому сказку «Снежная королева», заменив брата и сестру на мать и сына, а саму идею показывать обстановку через глаза помутнившегося рассудком ребёнка взял из повести «Белый пароход» Чингиза Айтматова. Получившуюся историю, которая представляла собой симбиоз нескольких сюжетов из реальной жизни, он назвал «героическим путешествием Матери».
Подоплёкой грузино-осетинского конфликта Файзиев, будучи аполитичным человеком, раньше особо не интересовался. В интервью Ольге Гринкруг он и вовсе заявил, что был так расстроен началом войны, что мало следил за её ходом. Для съёмок фильма ему пришлось опросить множество очевидцев. Он раздобыл список награждённых после этой войны людей, и начал их обзванивать. Каждый из них называл фамилии своих сослуживцев и друзей, Файзиев позже с ними встречался и те называли новые имена, и так он шёл по цепочке. В итоге, уже где-то на пятой или шестой фамилии он насобирал материала, которого, по его мнению, хватило бы на целых два фильма. Всего за основу сценария было взято около 25 различных реальных историй и Файзиеву пришлось не единожды сталкиваться с различными противоречими в них, из-за чего ему пришлось звать на помощь специалистов, чтобы правильно восстановить хронологию. Продумывая сюжет, Файзиев черпал вдохновение из фильмов «Чёрный ястреб» и «Спасти рядового Райана», которые ему очень нравились.
Поскольку на написание сценария дано было очень мало времени, а сама история у Файзиева была уже написана, то он начал искать сценариста, который смог бы отредактировать эту историю до полноценного сценария. Поиск сценариста проходил по следующим требованиям: этот человек должен был иметь европейское мышление и образование, опыт работы в Голливуде и — обязательное условие — сценарии о войне или опыт участия в боевых действиях. Так он вышел на члена Гильдии Сценаристов Америки Майкла М. Лернера, который ранее был военным корреспондентом для журнала Newsweek и газеты «Los Angeles Times» и освещал такие события, как войну в Афганистане и апартеид в ЮАР. Лернеру очень понравилась предложенная ему история, он отозвался о ней так: «Это очень человечная история. Что меня сразу в ней привлекло, так это превращение девушки в женщину, просто матери — в супермаму, к тому же в зоне военных действий. Это очень убедительная, очень простая история, и в ней есть универсальный элемент, который понятен любому зрителю: то, кем героиня является в самом начале, и то, к чему она приходит в конце». В интервью Дарико Цулая он сравнил фильм с голливудским кино, указав на то, что в последнем в подобных сюжетах главным героем почти всегда становится мужчина (так как считается, что от этого сборы будут больше), а «Август. Восьмого», по его мнению, как раз представляет амбициозную (даже для российского кино) попытку сделать масштабный фильм, в котором главным героем является женщина. Помимо сценария в задачу Лернера входило придумывать интересные сюжетные повороты, потому что версии, предложенные российскими сценаристами, не нравились продюсеру Илье Бачурину. Написание сценария заняло у Лернера около 3 месяцев.
«Это фильм о том, как мы должны жить в своей жизни, как внимательно должны относиться к людям, которые нас окружают. Будь то маленький ребёнок, ваш сын, брат, сосед, муж, мать или друг. Фильм только об этом».
По замыслу Файзиева и Лернера, события фильма разворачивались в такой ситуации, когда все человеческие качества, как положительные, так и отрицательные, проявляются во много раз ярче и сильнее. Во время боевых действий, как утверждает Файзиев, главным чувством становится инстинкт выживания, а нравственность остаётся лишь самым сильным, способным вести себя адекватно вопреки ситуации. Однако, по его словам, несмотря на военные события и наличие драмы, фильм не относится ни к военным фильмам, ни к мелодрамам. Он охарактеризовал фильм как «фильм-впечатление в стиле „приключенческий экшн“» и как (с учётом, что главной героиней является девушка) «женское кино для настоящих мужчин». Файзиев и Лернер решили, что главные действующие лица будут не старше 25—27 лет, так как посчитали, что первой жертвой любой войны всегда становится молодёжь, тем более что реальные участники конфликта, которых опрашивал Файзиев, были того же возраста. Между тем, из главных актёров только 25-летняя Светлана Иванова более-менее соответствовала этой возрастной планке. Идею показать российское правительство в условных чертах (как и то, что президент по имени в фильме не называется и внешне мало похож на Медведева) Файзиев объяснил тем, что хотел подчеркнуть ответственность принимаемых решений российской стороны и поэтому ради усиления остроты эффекта изменил образ президента.
Почти все военные персонажи в фильме имеют реальных прототипов. Например, герой Максима Матвеева Алексей основывался на участнике южноосетинского конфликта Алексее Ухватове, который выступил одним из консультантов фильма (он лично подправлял первый вариант сценария). Вместе с ним Файзиев и Лернер ездили в Южную Осетию, где он провёл им экскурсию по маршруту, по которому передвигался во время конфликта. К Алексею перешла почти вся история Ухватова и его позывной «Липа» — это тот позывной, которым во время конфликта пользовался Ухватов (но окончательный вариант этого персонажа Файзиев и Матвеев придумали сами). Прототипом героя Хасана Бароева Ильи стал Денис Ветчинов, и смерть Ильи была задумана по просьбе Ухватова, который знал Ветчинова и был на расстоянии 800 метров от Дениса в момент его гибели. А у прикрывающего эвакуацию беженцев с помощью танка танкиста Яши, в исполнении Александра Петрова, прототипом стал капитан Юрий Яковлев, который аналогично использовал свой Т-72 в качестве брони для отхода беженцев.
В феврале 2012 года, незадолго до премьеры, Файзиев в интервью Дарико Цулая полностью опроверг все слухи насчёт пропагандистско-политической подоплёки фильма. В другом интервью Елене Лободиной он сказал, что не хотел высказывать в фильме своё личное мнение к этому конфликту, и поэтому пытался снять простую историю про любовь на фоне трагических событий для того, чтобы максимально раскрыть образы героев. В интервью Дарье Чередник на радио «Голос России» в марте 2012 года Файзиев сказал, что фильм не следует трактовать, как «фильм про войну в Южной Осетии», потому что сама война там выполняет лишь роль фона и помогает главным героям подробнее взглянуть на жизнь.

### Подбор актёров
Большая часть технического персонала в съёмочной группе состояла из тех людей, с которыми Файзиев работал на съёмках его предыдущего фильма «Турецкий гамбит». В качестве актёрского состава он собрал некоторых актёров, которые тоже снимались в «Гамбите» — Гоша Куценко (Измаил-Бей), Егор Бероев (Эраст Фандорин), Алексей Гуськов (Казанзаки) и Александр Олешко (Пётр Яблоков). Бероев, сам будучи наполовину осетином, сразу ответил согласием на приглашение — у него во Владикавказе жили родственники, которые в те дни хотели пробраться в Южную Осетию. Роль его друга Ильи исполнил спортсмен Хасан Бароев, который тоже является по происхождению осетином. Гоша Куценко снялся по личным причинам — 11 августа 2008 года он готовился лететь из Санкт-Петербурга на Олимпийские игры, когда узнал о начале конфликта, и вместе с другом приехал во Владикавказ, чтобы узнать, что происходит на самом деле, потому что информация российских и западных СМИ сильно противоречила друг другу. Из Владикавказа они хотели проехать в Цхинвал, но их туда не пустили, потому что туда уже вошли российские войска. Тогда Куценко на два дня остался во Владикавказе и за это время успел расспросить выживших миротворцев и южноосетинских беженцев. С его слов, люди, отправляющиеся в Цхинвал (к тому моменту уже начался возврат беженцев), рассказывали, что когда услышали заявление Михаила Саакашвили о том, что Цхинвал не будет подвержен нападению, то сразу поняли, что война неминуема. Позже Куценко навещал раненых российских солдат в госпиталях в Москве и в Химках и слушал их истории. Узнав о съёмках фильма, Куценко связался с Файзиевым и поинтересовался, нет ли для него роли. Файзиев ответил, что остались только роли грузин. Поскольку Куценко совершенно не походил внешне на грузина, Файзиев придумал эпизод в лагере для беженцев в Дзау, в котором Куценко сыграл некую известную личность (по сути, самого себя).
| |  |  |  |  |  |  |
| Актёрский состав: Светлана Иванова, Максим Матвеев, Егор Бероев, Александр Олешко, Алексей Гуськов, Владимир Вдовиченков, Гоша Куценко |  |  |  |  |  |  |

На главную роль была выбрана актриса Светлана Иванова, которая до этого в основном была известна по фильму «Дом Солнца». Перед началом съёмок Файзиев попросил её бросить курить и, в качестве поддержки, сам на период съёмок не притрагивался к сигаретам в её присутствии. Сына Ксении Артёма сыграл 7-летний Артём Фадеев, который до этого имел несколько эпизодических ролей в телесериалах и кинофильмах, Артём стал его первой главной ролью. Роль командира разведотряда Алексея исполнил Максим Матвеев, для которого роль военного стала сменой амплуа, потому что до этого в кино он играл в основном красавчиков и широкой публике был больше известен ролью стиляги Фрэда-Фёдора из мюзикла «Стиляги». Во время его первой встречи с Файзиевым последний почему-то долго сначала рассказывал ему про роль бизнесмена Егора, из-за чего Матвеев уже хотел отказаться от приглашения. Он, Егор Бероев и остальные актёры, игравшие военных, для подготовки к роли два месяца тренировались в центре спецподготовки МВД РФ (к слову, Бероев уже имел опыт военной подготовки, когда для съёмок в сериале «Десантура» прошёл курс молодого бойца в Дивизии им. Дзержинского), а на досуге Матвеев занимался сборкой макета АК. В интервью Ольге Гринкруг Файзиев то ли в шутку, то ли всерьёз рассказал, что ещё до того, как был закончен сценарий, у него была идея сделать фильм международным проектом с голливудскими звёздами и на главную роль он хотел позвать Натали Портман, однако в силу того, что Портман была беременна (в июне 2011 г. у неё родился сын) и того, что в бюджете не хватало денег для актёров такого уровня, проект не получился по-настоящему международным. Тем не менее, в фильме есть персонаж англоговорящей журналистки, которую сыграла американка узбекского происхождения Эстелль Раскин. В Абхазии особую роль в съемочном процессе сыграла продюсерская компания ООО «Центр-Сити» под руководством Ген. директора и абхазского продюсера Александра (Сандро) Басария. Подбор съемочных площадок и решение всех организационных вопросов неполный список задач, с которыми они помогали справляться в Абхазии.

### Съёмки
Съёмки проходили с марта по август 2011 года в Москве, Абхазии и Северной Осетии. Файзиев отказался снимать фильм на месте реальных действий в Южной Осетии, так как, по его мнению, раз фильм показывает обстановку глазами молодой девушки, то и пейзаж вокруг неё должен был быть выразительно-красивым, чего в природе Южной Осетии он найти не смог. Половина сцен снималась в декорациях, часть которых была построена на «Мосфильме» (побег Ксении и Казбека из разрушающегося здания Парламента — от реального Парламента после войны остался только внешний фасад), часть — в Абхазии, где в исполняющем роль Цхинвала Сухуме на заднем дворе Дома Совета министров Абхазии, который сгорел во время конфликта, был возведён общей площадью в 750 квадратных метров комплекс декораций, состоящий из четырёх полуразрушенных двухэтажных зданий с интерьерами и внутренними двориками. Несколько натурных сцен были сняты в заброшенных городах Абхазии, которые не восстанавливались после войны 1992 года, и в которых можно было заснять по-настоящему взрывающиеся дома без использования компьютерной графики. Для некоторых съёмочных площадок в Абхазии были найдены места, о которых даже местное население не знало. География натурных съёмок также включала Ткуарчал и его железнодорожную станцию (эпизод, где Ксения вместе со всеми попадает в грузинскую засаду и где погибает Илья, в кадре заметна местная ГРЭС), селения Урсдон и Нар (там снимали финальный эпизод фильма), Юпшарские ворота (эпизод во время финальной погони, где Артём видит Мраковласта между скалами) и Военно-Грузинскую дорогу на въезде в Дарьяльское ущелье между селениями Балта и Чми (автокатастрофа автобуса). Эпизод, где Ксения, похитив корочки репортёра, бежит по мосту, снимался на реке Бзыбь. Некоторые эпизоды были сняты в Подмосковье (отдельные сцены с автокатастрофой автобуса), эпизоды в Москве снимались, соответственно, в самой Москве. Сцены с Рокским тоннелем снимались в различных горных тоннелях с применением синего хромакея, потому что реальный Рокский тоннель уже за год до съёмок был закрыт на реконструкцию.
Фильм стал первым проектом для российского кинотелевизионного концерна «Главкино», который на тот момент ещё находился в процессе создания. Многим членам съёмочной группы «Август. Восьмого» казался очень неосуществимым проектом, поскольку в российском кинематографе фильмов такого масштаба, детализации и объёма до этого не снимали и Джанику Файзиеву приходилось делать всё с чистого листа.
Процесс начался в Москве на киностудии «Мосфильм», где съёмочная группа заняла сразу 4 павильона, после чего перешёл в Абхазию, где съёмочная группа столкнулась с тем, что весна и лето 2011 года там выдались очень холодными, из-за чего, по словам Файзиева, из тех 90 дней, что они там пробыли, на протяжении 50 шли дожди, а температура воздуха в большинстве случаев была всего +4 °C (хуже всех приходилось Ивановой, которая в половине сцен должна была носить короткое мини-платье-безрукавку), что весьма сильно способствовало депрессивному состоянию съёмочной группы и Файзиев требовал от актёров, особенно от исполнителей главных ролей, чтобы они после каждой съёмки обязательно ели чеснок. «Феномен дождя» преследовал съёмочную группу даже тогда, когда съёмки на некоторое время снова перешли в Москву, где на одной из съёмочных площадок внезапно сработала пожарная сигнализация. С 13 по 25 июля были отсняты сцены в Северной Осетии. Работы кино департаментов были усложнены тем, что съёмки фильма проводились двумя группами одновременно. Вторая группа снимала сцены боев, погони, осуществляла вертолётные съёмки, а также заготовки под компьютерную графику без участия актёров, с каскадёрами и дублёрами героев. Режиссёром-постановщиком второй группы был Дмитрий Коробкин, оператором-постановщиком — Улугбек Хамраев. Съёмочный период фильма составил 100 съёмочных дней первой группы и 60 съёмочных дней второй группы. Во время съёмок в Абхазии произошёл камнепад и дорогу неподалёку от места съёмок полностью завалило камнями, из-за чего съёмки пришлось отложить на 3 дня. Съёмочную группу тогда выручили местные жители, дав им провиант. Завершились съёмки 10 августа. После съёмок фильма в Сухуме там осталось множество неубранных сгоревших автомашин, досок, гвоздей и фанеры, что вызвало недовольство местных жителей, так как в тот период была закрыта основная свалка в столице Абхазии, и уборка была отложена на одну неделю. Однако местные партнеры компании «Центр-Сити», обеспечивающие полностью процесс киносъемок в Абхазии, по завершении забастовки на столичной свалке привели всё в порядок в соответствии с требованиями контракта.
Прокатом и изготовлением костюмов занималась Творческая лаборатория «Эполет» в сотрудничестве с художниками по костюмам Людмилой Гаинцевой и Владимиром Корецким. Часть военной техники была одолжена у абхазской армии и для создания ощущения реального масштаба военных действий в съёмках фильма было задействовано более тридцати единиц настоящей боевой техники (военные вертолёты, танки, БТР). Кроме того, в съёмках принимало участие около полутора тысяч военнослужащих и более трёх тысяч гражданской массовки из Южной Осетии и Абхазии, среди которых только некоторые были профессиональными актёрами из танцевальных коллективов и театров Абхазии. Большинство из этих людей были настоящими очевидцами южноосетинского конфликта, и, по словам Файзиева, для них съёмки стали психологической реабилитацией, тогда как генеральный директор компании «Двадцатый Век Фокс СНГ» Вадим Смирнов утверждал, что для них съёмки стали развлечением. Некоторые факты и эпизоды были добавлены в фильм в процессе съёмок на основе воспоминаний этих людей. Продюсер от Абхазской стороны лично принимавший участие в событиях 08 августа Абхазского фронта, Александр (Сандро) Басария привлек замечательный коллектив местного населения, которые от начала до конца оказывал и помощь и содействием всему российскому коллективу по всем вопросам.
Для Светланы Ивановой была нанято несколько профессиональных дублёров-каскадёров для сложных трюковых сцен, но Иванову всё равно старались максимально чаще снимать в них, чтобы не была заметна разница. Ивановой даже пришлось сначала научиться водить настоящий армейский джип, а затем ездить на нём на огромной скорости по горному серпантину. Хасан Бароев пробыл на съёмочной площадке всего десять дней и для финальной сцены гибели Ильи отказался от услуг каскадёра. Для вступительной сцены фильма Артём Фадеев и детали костюма Космобоя были отсканированы 3D-сканером Artec MH, что позволило создать точного цифрового дублёра мальчика, не прибегая к ручному моделированию. Позже компания «Main Road|Post» использовала виртуального дублёра ещё для нескольких сцен в фильме. 30 июля в перерыве между съёмками Джаник Файзиев вместе с актёрами фильма отметил своё 50-летие.

### Спецэффекты
Спецэффекты делала российская компания «Main Road|Post» под руководством супервайзера Армана Яхина, чья команда и он сам ранее работали над «Турецким Гамбитом». Для компании это была первая работа такого большого масштаба и первая работа, когда они, делая спецэффекты, имели только отдалённое представление о том, как будет выглядеть видеоряд (частично они опирались на воспоминания военных очевидцев), поскольку разработка спецэффектов началась ещё до того, как был закончен сценарий). Всего их разработка заняла год. Для съёмочной группы было в диковинку, что сотрудники компании приходили на съёмочную площадку «то с какими-то шарами светящимися, отражающими, то со странными приборами, то со странными замерами, то зелёные тряпки, то синие тряпки, то красные маркеры, то ещё чего-нибудь». В период съёмок российские кинематографисты впервые работали с HDRI изображениями, так как весной съёмочная группа столкнулась в Абхазии с непостоянным естественным освещением, что грозило сделать неправильные тени на трёхмерных объектах. Созданием пиротехнических спецэффектов занималась команда под руководством Андрея Косникова. В работе принимали участие также бурятская киностудия Солбона Лыгденова «Mon Ula Films», студия Александра Горохова «CG Factory» и владивостокская студия Сергея Невшупова, который ранее работал на студии Питера Джексона «Weta Digital» в Новой Зеландии и делал спецэффекты к таким фильмам, как «Властелин колец» и «Аватар». Все технические и фактические отступления в сюжете Арман Яхин объясняет фразой «могло быть всякое», которую съёмочная группа услышала от военных консультантов — участников конфликта.
Уровень сложности визуальных эффектов и компьютерных персонажей был настолько высок, что пришлось искать самую совершенную на тот момент платформу. В итоге все спецэффекты были созданы на базе новейших процессоров Intel Xeon моделей 5680. Приблизительно 33 минуты фильма содержат компьютерную графику (более 700 кадров и более 650 планов с использованием компьютерной графики, из которых около 150 были сделаны полностью на компьютере), из которых примерно 900 секунд содержат трёхмерных персонажей. Для создания сильного визуального эффекта от Водяной ловушки (пушки, с помощью которой Артём в образе Космобоя расправляется с Огненным Драконом) у компании «ExoticMatter» был куплен программный пакет «Naiad» для симуляции жидкостей, с помощью которой создавалась вся вода в «Аватаре'» (с помощью этой же программы была создана лава в пещере Мраковласта). При обработке впервые для российского кино была применена система физически корректного освещения, так как ранее монтажёры в основном подгоняли освещение с помощью компьютера, а на съёмках фильма сотрудникам «Main Road|Post» пришлось опираться на освещение, которое заранее было выставлено осветителями. Для координации работы студии применялась российская разработка — система Cerebro.
Для сцены аварии автобуса с грузовиком было задействовано шесть ЛиАЗ-677, которые собирали по всей России. Один автобус снимали на дорогах в Абхазии и Южной Осетии, второй стоял на гимбале, ещё три использовались для съёмок на Ходынском поле (момент попадания ракеты в автобус и грузовик и последовавшее за этим падение автобуса в пропасть) и последний — для разборки, чтобы узнать, как его правильно разрушить. Автобус на гимбале был использован для съёмок внутренних эпизодов в момент катастрофы, съёмки проходили в павильоне самого Ликинского автозавода). Сам гимбал в течение месяца собирался из деталей, специально заказанных в США. Для съёмок на Ходынском поле был задействован фон-хромакей на колёсах, который ехал параллельно движению автобуса и грузовика. В самых сложный кадрах автобус и грузовик были при монтаже заменены трёхмерными моделями (их анимацией занимался Алексей Медведев, который раннее работал над спецэффектами фильма «Чёрная Молния»). В сцене въезда в Рокский тоннель арка тоннеля была смоделирована на компьютере, поскольку сцена по неизвестным причинам[уточнить] снималась не возле реального Рокского тоннеля. В финальной погони Ксении на джипе часть кадров была снята в студии на фоне зелёного экрана. Панорамные кадры Кремля и в сцене обстрела Цхинвала были трёхмерными коллажами. Большое количество танков в сосредоточении грузинских войск в панорамных кадрах тоже было компьютерным. Побег Ксении и Казбека из рущащегося здания цхинвальского парламента снимался на «Мосфильме» в двухэтажной декорации с разрущающимися элементами, где различные предметы (проваливающийся пол, выпадающая стена и падающий лестничный пролёт) были закреплены на пневмопушке и канатах. Приведение декорации в исходную позицию занимало около часа.
В процессе создания спецэффектов была применена технология трехмерного сканирования. При её помощи был создан цифровой «дублёр» Атрёма для каскадёрских сцен. Для этого был применён ручной сканер Artec MH.
В связи с наличием в фильме новизны для российского кинематографа, Файзиев, для того, чтобы монтаж продвигался быстрее, а также для дополнительной консультации, привлёк к работе голливудских специалистов. В качестве режиссёра монтажа работал Дэннис Вирклер, работавший до этого над такими фильмами, как «Человек-волк», «Хроники Риддика» и «Бэтмен и Робин». Файзиев разыскал его по базе IMDb Pro, и поначалу Вирклер хотел отказаться от работы, посчитав фильм очень масштабным и тяжёлым в плане монтажа, но, ознакомившись со сценарием, изменил своё мнение. Работу с российскими специалистами он охарактеризовал, как один из лучших его опытов в профессиональном и личном плане, отметив, что все специалисты были очень терпеливы с «этим американцем». Когда монтаж картины был готов на 30 %, в качестве эксперта по анимации был приглашён Александр Дорогов, который руководил процессом анимирования всех трёхмерных вещей в кадре, в том числе и роботов. Сам он охарактеризовал фильм так: «Интересная, крепкая история, профессиональная картина, сделанная не „на коленке“».
В ноябре, когда фильм находился в финальной стадии монтажа, на «Мосфильме» начал работу над монтажом звука американский звукорежиссёр Боб Бимер, который в своё время получил четыре «„звуковых“ Оскара» за работу над фильмами «Скорость», «Гладиатор», «Рэй» и «Девушки мечты». Для него этот фильм стал первым российским проектом и его первым приездом в Россию. Бимер попал в проект по протекции Вирклера, когда Файзиев обратился к нему с просьбой посоветовать кого-то из режиссёров перезаписи звука. Бимер описал фильм, как «динамичный, наполненный звуками военной техники, выстрелами, взрывами, погонями, полифонией присутствия солдат», и что он в то же время старался придать ему особую эмоциональность, потому что в первую очередь это «частная история девушки». Монтажом Бимер занимался до конца января, работая с 8 утра до 5 вечера и прерываясь только на один час для обеда.
Файзиев утверждал, что по окончании монтажа Дэннис Вирклер сказал, что переедет жить и работать в Россию, потому что он был очень удивлён тем, что смонтированная версия фильма была утверждена сразу же и не требовала никаких согласований с Министерством обороны или Министерством иностранных дел.

#### Компьютерные персонажи
Пять персонажей фильма целиком созданы на компьютере. Изначально большинство из них задумывались как роботы с механическими шарнирными суставами, что существенно могло упростить работу над ригом, но постепенно их облик от механического стал меняться к органическому. Над созданием каждого из персонажей работали профессионалы различных специализаций в области визуальных эффектов: художники, моделлеры, риггеры, аниматоры, специалисты по шейдингу, специалисты по текстурам, композеры и др. Их финальная обработка заняла 4 месяца. Просчёт одного кадра занимал от 10 до 30 минут, что делалось многократно, и кадр не сразу становился рабочим или финальным (просчёт каждого кадра с дымом занимал около 1 часа). Всего в работе над визуальными эффектами принимало участие порядка 50 высококлассных специалистов в области компьютерной графики, часть из которых потом работали над финальной версией фильма на этапе пост-обработки. В конечном счёте, количество человек, принимавших участие в работе, составило около 80. Риг и анимация делались в Maya, скиннинг, освещение и рендер — в Houdini. Файзиев лично позировал для аниматоров, когда разрабатывались позы персонажей для каждой сцены. Создание их анимации заняло около 8 месяцев.
Пять компьютерных персонажей были следующими:
- Добрый Робот — изначально имел вид брутального верзилы в латах, но в процессе работы его облик постоянно менялся, так как Файзиев видел в нём «юношу, подходящего на роль старшего брата — спортивного, сильного и доброго»[17]. Во время первого появления на экране он велит Мраковласту: «Подотри свои кипящие сопли! У Космобоя есть друг». Позже это находит отражение в словах Ксении, когда она, выдумывая историю про приключения Космобоя и Доброго Робота, говорит, что их самым сильным оружием была их дружба. Лицо Робота было смоделировано с лица озвучивавшего его Егора Бероева (что находит отражение в сцене, где Артём начинает видеть его вместо отца перед гибелью последнего). Рост Робота, по словам Файзиева, составляет 6 метров. Его облик придумала моделлер-текстуровщик Елена Баларева (она же доработала образы Мраковласта и Зажигалки[17]), а бежево-фиолетовую гамму для его цветового оформления лично выбрал сам Файзиев[17]. Официальный сайт фильма охарактеризовал этот персонаж, как «атлетичного юношу со взглядом влюблённого в жизнь мальчишки»[39].
- Мраковласт — главный антагонист фильма в воображении Артёма, хотя этот персонаж редко появляется в кадре. Согласно официальному сайту, Мраковласт когда-то был человеком, но из-за долгой вражды с людьми он «потерял всё человеческое»[39] и теперь живёт в замке, расположенном на дне кратера вулкана (в фильме зрителю показывается только тронный зал, где Мраковласт восседает на троне в ожидании Космобоя). Из-за долгого нахождения там он превратился в получеловека, и его кожа теперь покрыта чешуёй, в крови плещется лава, а вместо волос растут вулканические дреды[17]. В таком облике он виден только в начале фильма, после чего происходит трансформация, где он сливается со своим троном, чтобы напасть на Космобоя. В отличие от Доброго Робота, Мраковласт не является отражением какого-то реального человека в воображении Артёма. Разработку этого персонажа начала художник-постановщик Ирина Валенсия-Кампо, после чего к работе подключили дизайнера Алексея Егорова из Якутска, после того как создатели увидели в Интернете его картины с роботами[4][17] (некоторые из его картинок позже были взяты за основу других персонажей, в том числе и для Драконозавра[7][17]), но окончательный вариант Мраковласта сделала Елена Баларева[17]. На ранних эскизах Мраковласт был изображён, как понятный архетип злодея для России — лысый монголоид с бородкой, одетый в балахон и турецкие штаны. Когда его начали моделировать, оказалось, что этот облик очень неудобный для моделирования, и тогда Елена Баларева придумала новый дизайн. Изначально планировалось, что Мраковласта сыграет живой человек в специальном костюме, на который наложат CGI-эффекты, но ряд тестов показал, что это будет очень сложной работой, и в итоге было решено сделать персонаж целиком компьютерным, а в качестве лица использовать маску в виде захват движения с лица Джаника Файзиева (цифровой скульптор Алексей Андреев с помощью системы СКЛиД сделал около 50 бленд-шейпов с лица Файзиева). Из-за человеческой мимики Мраковласт был не менее сложным персонажем, чем Зажигалка[17].
- Злой Робот — экзокостюм Мраковласта, в котором он появляется всю оставшуюся часть фильма, хотя таким именем его ни Артём, ни Ксения не называют (но в то же время Артём применяет это имя к себе, когда выражает антипатию к Егору). По сути, Злой Робот — это трон Мраковласта, из которого вылетают трубки и впиваются в его тело, проводя таким образом трансформацию и делая их одной целой машиной. Как и Добрый Робот, Злой Робот умеет летать, но в то же время, в отличие от первого, он в воображении Артёма олицетворяет не человека, а военную технику и маскируется под грузовик или обычный танк. Для более внушительного эффекта рост Робота исчисляется в 10 метров. Согласно официальному сайту, Злой Робот вместе с Мраковластом представляют биомеханизм[39]. Внешнюю оболочку этого персонажа моделировали с помощью Houdini, а внутренний скелет — с помощью Maya. Из-за того, что Злой Робот целиком состоял из мелких деталей, его цифровой файл был самым большим по объёму памяти среди других персонажей[17]. Концепция сцены, где Мраковласт сливается с троном, который затем трансформируется в Злого Робота, менялась несколько раз. Тогда же к работе был подключён Александр Дорогов[17].
- Драконозавр — боевой железный ящер. Судя по всему, тоже является биомеханизмом. В воображении Артёма в этом образе предстают два не удержавшихся на дороге грузинских грузовика в финальной погоне, один из которых вылетает в кювет, а второй врезается в дерево. Пиар-кампания фильма к премьере выпустила несколько флаеров, которые изображали Драконозавра как реальное живое существо из мезозоя, обитающее в Южной Осетии.
- Огненный Дракон и Зажигалка — слуги Мраковласта, расположившиеся возле его трона. По сути, это один персонаж — целиком состоящий из огня Огненный Дракон является на самом деле чем-то вроде огненной оболочки, за которой скрывается маленький робот Зажигалка, похожий на газовую конфорку (на эскизах Елены Баларевой конфорка была на самом деле чем-то вроде бронетанка, в то время как сам Зажигалка был маленьким огненным человечком, который прятался внутри этого «танка» и с помощью своего огня мог зажечь его). Зажигалка, несмотря на то, что на экране он появляется всего лишь в течение от силы 15 секунд (после чего Мраковласт давит его), был самым сложным трёхмерным персонажем фильма в плане эмоций и единственным, кому Файзиев уделял много внимания[17]. Для поиска его образа в течение года было отсмотрено около 47 различных эскизов, а анимировал его один человек на протяжении целого месяца. Сам Файзиев хотел сделать Зажигалку наподобие живой мебели из диснеевских «Красавицы и Чудовища», чему аниматоры сильно воспротивились, считая, что в таком виде Зажигалка будет сильно контрастировать с другими персонажами. Так как по задумке Зажигалка должен был вызвать позитивное к себе отношение со стороны зрителей, то в итоге была придумана внешность, похожая на ВАЛЛ-И и Джонни 5[17]. Зажигалка позже не находит в воображении Артёма никакого отражения, а в качестве Огненных Драконов он видит сначала языки пламени, а затем пули, вылетающие из пулемёта грузинского БТР.

## Бюджет и финансирование
Фильм снимался продюсерской компанией «Главкино» при поддержке компании «Про-Синема», и будучи признанным социально значимым проектом, на средства государственного Фонда социальной и экономической поддержки отечественной кинематографии (из которого было выделено 250 млн рублей, что стало самым крупным траншем из всех 14 поддерживаемых в тот период картин) и частные инвестиции. В качестве общего бюджета очень часто указывалась сумма 16 миллионов долларов, однако Илья Бачурин называл сумму в 19 миллионов.

## Саундтрек
Композитором фильма выступил Руслан Муратов. Одновременно с фильмом был снят совместный музыкальный клип групп «Любэ», «Корни» и «In2Nation» на песню «Просто любовь» (музыка Игоря Матвиенко, слова Александра Шаганова), которая звучит в финальных титрах фильма (в декабре 2012 года все три группы получили за песню Золотой граммофон). В клипе снялись Вдовиченков, Бероев, Куценко, Гуськов, Матвеев, Бароев и Самоуков. Чуть позже группа «In2Nation» отдельно выпустила другой клип на песню «Август. Восьмого». В клипе снялись Файзиев и Иванова. В самом первом рекламном трейлере в качестве музыкальной дорожки была взята композиция «An Unfinished Life» группы «Audiomachine».

## Маркетинг
Продвижением фильма занималась компания «Двадцатый Век Фокс СНГ» — российский дистрибьютер «20th Century Fox». Тизер-постеры появились сразу же в марте 2011 г. Очень много нареканий и интереса вызвал изображённый на постере робот. В конце сентября случилась аварийная утечка черновой версии трейлера в Интернет, а 2 октября на сайте «Кинопоиск» был выставлен чуть обновлённый трейлер с официальным обращением Джаника Файзиева. От черновой версии трейлер отличался одним дополнительным кадром и чуть перемонтированным звуком. Из трейлера окончательно выяснялось, что робот на постере является аллегорией-воображением в глазах Артёма. 1 декабря на «Кинопоиске» появился второй трейлер, демонстрирующий больше спецэффектов. В Интернете в самом начале января был опубликован новый постер, а 16 января впервые был выложен 4-минутный отрывок.
В годовщину конфликта 7 августа в Москве на Патриарших прудах состоялась Акция Памяти «Следуй велению сердца» (название было взято из первого трейлера), где солдаты, принимавшие участие в военных действиях в Цхинвале, а также звёзды кино, ТВ и шоу-бизнеса спустили на воду 387 свечей (по приблизительному числу всех погибших мирных жителей с обеих сторон) в знак памяти всех погибших в той войне. Среди присутствующих были члены творческой группы фильма и писательница Дарья Донцова, которая выступила, процитировав «Зачем мы, живя под одним небом, воюем?» осетинского поэта Коста Хетагурова.
В передачи «Магия кино» от 2 ноября Илья Бачурин опроверг все гипотезы относительно того, что они пытались подстроиться под серию фильмов «Трансформеры» и для этого ввели в сюжет роботов, объяснив, что роботы были задействованы в сюжете исключительно для того, чтобы показать конфликт глазами ребёнка. Заодно он и присутствовавшая вместе с ним Светлана Иванова упомянули, что надпись из трейлера «Следуй велению сердца» можно считать лейтмотивом фильма.
3 ноября в Москве открылась и проходила до 11 ноября выставка «Август. Восьмого. Искусство против войны», посвящённая событиям конфликта и демонстрировавшая хронику тех дней от фоторепортёров РИА Новости и живописные произведения осетинских художников. Выставка была приурочена к празднику Дня народного единства, несмотря на то, что ни Южная Осетия, ни Абхазия не являются частью России. В церемонии открытия приняли участие режиссёр фильма Джаник Файзиев, Егор Бероев, художник фильма Игорь Лотиев и кинорежиссёр Вадим Цаликов. Выставка была организована Постоянным представительством Республики Северная Осетия — Алания при Президенте РФ и компанией «Главкино» на площадке клуба «Арма 17» в индустриальном помещении бывшего завода-газгольдера и состояла из нескольких частей — фотодокументальной, живописной и кинематографической. Документальную часть выставки представлял проект МЧС России, показывающий эвакуацию жителей Цхинвала, работу врачей аэромобильного госпиталя «Центроспас» и начало восстановления разрушенных дорог и зданий. Кинематографическую часть выставки представляли отрывки из самого фильма и рекламный трейлер. Представляя фильм, Файзиев сказал:
Творческие люди — люди маленькие. Но у нас есть свой голос… Когда-то Чехов говорил: «Неважно, какой у тебя есть собственный след, неважно, какие звёзды светят рядом с тобой. Ты сам должен источать тот свет, который дан тебе Богом». Всевышний дал нам эту возможность — творить. И мы должны стараться донести до публики тем языком, которым умеем, что война — совсем не то, чему есть место в нашей жизни. Спасибо всем пришедшим сегодня. Спасибо, что вы думаете так же, как мы. И в канун Дня народного единства мне остаётся лишь пожелать, чтобы Россия всегда оставалась единым государством, а россияне — единой нацией.
В живописной части, организованной посольством Южной Осетии в РФ, можно было увидеть Цхинвал и его жителей на написанных в начале 1980-х полотнах Хсара Гассиева и посвящённые пантеону небожителей, издревле почитаемых на земле Осетии, портреты осетинских мифологических существ из цикла «Лики вечности», написанные художником Игорем Лотиевым. В главном зале проходил проект, созданный самим «РИА Новости», под названием «Среда обитания. 08.08.08». В него вошла серия литографий профессора Европейской академии художеств Сергея Мироша, снимки фотографов «РИА» и документальные свидетельства, зафиксированные фотографами Михаилом Фомичёвым, Сергеем Титовым, Максимом Авдеевым, Андреем Архиповым и Валерием Шарифулиным. Презентацию выставки посетили представители Московской осетинской общины, деятели культуры, искусства, кино и театра. Гостей встречали танцоры ансамбля «Алания» в осетинских национальных костюмах.
4 декабря в Москве, в рамках международной конференции по компьютерной графике CG EVENT 2011, съёмочная группа фильма во главе с Файзиевым устроила небольшую пресс-конференцию с обзором спец-эффектов будущего фильма, где Файзиев объявил, что в фильме не будет открытых и жестоких сцен насилия, потому что они ставили перед собой задачу показать «историю разрушения материального мира» и поэтому фильм не будет иметь возрастного рейтинга. Заодно был показан очередной фрагмент длиной в 25 минут. С 17 января по 24 февраля журнал Total Football проводил творческий конкурс по написанию захватывающего репортажа о любом спортивном турнире. В качестве призов разыгрывались билеты на премьеру фильма для занявших вторые и третьи места и сноуборды с изображениями персонажей для победителей.
13 февраля на официальном сайте произошли крупные изменения. Теперь все страницы стали интерактивными, однако многие разделы оставались закрытыми и открывались по мере прохождения российской премьеры фильма. Одновременно с премьерой фильма был выпущен рекламный ролик о продаже нового смартфона Samsung Galaxy Y Duos в сети салонов сотовой связи «Евросеть». В ролике снялись Максим Матвеев и Константин Самоуков, которые сыграли самих себя, то есть актёров, которые в перерыве между съёмками, не снимая своей одежды для съёмок (военного обмундирования), зашли в салон «Евросети».
Мобильный телефон Артёма — Sony Ericsson S500i (однако, он не имеет белой полоски на корпусе (полоска была наклейкой, под которой спрятали марку телефона), и Артём принимает mms-ки и звонки, не сдвигая верхнюю панель). Сцена, где Ксения имитирует в лифте оргазм, заимствована из фильма «Когда Гарри встретил Салли» (известная сцена в кафетерии), а чуть ранее в сцене, где Ксения говорит с Зауром по телефону, у неё на кухне на столе можно увидеть коробку от DVD с этим фильмом (однако, это не российское издание). В сцене, где автобус выезжает из Владикавказа, диктор по радио, которое слушает водитель, объявляет «Лучшую Песня Лета 2008» — это песня «Russia, я люблю тебя», записанная командой КВН «25-я». Только песня была записана командой в качестве домашнего задания к полуфиналу Высшей Лиги КВН, который проходил в 2010 году, а не в 2008.

## Выход

### Россия
Самый первый показ фильма состоялся в Москве 17 февраля 2012 г. в кинотеатре «Пушкинский». Для этого на крыльце кинотеатра выстроили целый павильон с пещерой робота Мраковласта. На премьере присутствовали практически вся съёмочная группа и военные консультанты фильма, среди которых были участники южноосетинского конфликта. Присутствовали также многие известные деятели кино и шоу-бизнеса (Сергей Безруков, Дмитрий Певцов, Ксения Алфёрова, Тигран Кеосаян, Ольга Дроздова, Леонид Ярмольник и др.). Среди приглашённых были Алексей Ухватов и Майкл Лернер. Здесь Файзиев в интервью признался, что ему в первую очередь будет интересно мнение военных, так как они воочию видели, что там творилось, а заодно в очередной раз заявил, что его фильм не содержит политической подоплёки.

#### Презентации
«Я расскажу Вам о своей мечте. Мне хочется, чтобы посмотреть этот фильм пришли все: от девочек и мальчиков до бабушек и дедушек. Потому что, я надеюсь, каждый найдёт в этом фильме что-то новое для себя. Подростков обязательно увлекут спецэффекты, компьютерная графика и фэнтезийная линия с драконами и роботами, молодым девушкам будет интересно увидеть, как развивается материнский инстинкт, а более взрослым людям – понаблюдать за тем, как меняются характеры главных героев под действием обстоятельств. И, конечно, мужчин — любителей боевиков и «стрелялок» — ждёт захватывающий дух экшн со взрывами, сложными каскадёрскими трюками и автомобильными погонями».
«Это фильм, который должен вывести российский кинематограф для массового зрителя на качественно новый уровень».
Начиная с сентября 2011 г. и вплоть до премьеры, по западной части России шла серия презентаций для рекламирования фильма. Первая презентация состоялась вечером 11 сентября 2011 г. на одном из заброшенных полигонов под Санкт-Петербургом и была устроена в рамках открытия «Кино Экспо-2011». Для создания антуража на полигоне была воссоздана настоящая военная обстановка с наличием настоящей военной техники. На презентацию прибыло более 500 гостей и по прибытии их под конвоем настоящих военных сопроводили к ангару, где должна была состояться сама презентация. Для более пущего эффекта поход к ангару проходил под грохот и вспышки многочисленных взрывов и автоматные очереди. Чтобы создать эффектную иллюзию войны, организаторы мероприятия привезли на площадку большое количество настоящей спецтехники, в том числе бронетранспортёр и артиллерийскую установку. Особенно пиротехникам удались огромные огненные «грибы», наблюдавшиеся в том числе окрестными жителями, которые, испугавшись ярких вспышек в ночном небе, вызвали пожарную команду. Презентацию вёл сам Файзиев и возглавляющие «Главкино» Илья Бачурин и Фёдор Бондарчук. Открывая презентацию, Файзиев отметил, что фильм будет представлять собой абсолютно новый, неожиданный формат: «Мы хотим сделать современное кино для семейного просмотра, чтобы его было интересно смотреть и маленьким детям, потому что в фильме огромное количество захватывающих спецэффектов, и любителям боевиков и „стрелялок“, и даже женщинам — потому что они здесь увидят весь спектр человеческих эмоций. Имея такой огромный по нынешним временам бюджет, мы рады возможности попытаться сделать „Август. Восьмого“ фильмом действительно мирового уровня». Был показан фрагмент продолжительностью 20 минут. Когда Файзиев рассказывал про сюжет на сцену вышли танцоры Большого театра и начали передававать все озвученные режиссёром эмоции и перипетии в жизни героев языком тела и жестов, и таким образом проиллюстрировали весь синопсис и основные сюжетные линии фильма. На презентации присутствовал Джон Ландау, который в тот период приехал в Санкт-Петербург представлять «Титаник в 3D». Он был очень впечатлён как презентацией, так и самим фрагментом, и признался, что после «такого» с удовольствием снимет кино совместно с русскими.
6 декабря на московском кинорынке состоялись презентации компаний Caravella DDC, «Парадиз», WDSSPR и 20th Century Fox. В самом конце презентации Джаник Файзиев вновь представил трейлер фильма, а заодно два новых ранее нигде не показанных эпизода. Также он отметил, что работа над фильмом ещё не закончена. В начале января 2012 г. у фильма началось предпремьерное турне по России в виде закрытых показов отдельных фрагментов для директоров местных кинотеатров и прессы. Первый показ состоялся в Красноярске во вторник, 10 января, в кинокомплексе «Луч». Вместе с Файзиевым фильм приехал представлять один из сопродюсеров фильма Максим Боев, который является красноярцем. На следующий день состоялся показ 25-минутного фрагмента в Новосибирске в кинотеатре «Победа», где Файзиев заявил, что монтаж над фильмом до сих пор не закончен, а на вопросы о роботах (хотя уже было известно, что они являются аллегорией) отшутился, заявив: «Существует такая гипотеза, что наши разрабатывают роботов для охраны границ России. Это бы сильно сэкономило деньги для содержания пограничных войск, а также воздушной обороны».
31 января прошла презентация в Краснодаре в киноплексе «Семь звёзд». В презентации приняли участие Файзиев, Бероев и генеральный директор компании «Двадцатый Век Фокс СНГ» Вадим Смирнов. Это была первая в Краснодаре презентация такого плана. Во время неё Вадим Смирнов сказал, что фильм нужно оценивать с художественной точки зрения, а не с общественно-политической. 3 февраля прошла презентация в Уфе в кинотеатре «КРК Мегаполис», где присутствовали Файзиев, Олешко и Смирнов. 9 февраля прошла презентация в Екатеринбурге в ККТ «Космос», где присутствовали всё те же Файзиев, Смирнов и заменивший в последний момент Бероева Олешко. Здесь впервые стало известно, что среди персонажей будет задействован Дмитрий Медведев.
Фильм шёл на Кинотавре-2012, но во внеконкурсной программе.

#### Прокат
Всего в российском прокате фильм вышел в 1 467 копиях. 20 февраля состоялись премьеры в Краснодаре, где её представлял Максим Матвеев, и в Омске в киноцентре «Вавилон». Всероссийская премьера фильма состоялась 21 февраля. 25 февраля прошла премьера во Владикавказе.

### Международный прокат
На презентации в Уфе, которая состоялась 3 февраля, Вадим Смирнов заявил, что «Двадцатый Век Фокс СНГ» выпустит фильм в мировой прокат. Тем не менее, мировой прокат фильма пошёл очень медленно.
| Дата показа/премьеры                                 | Страна      | Информация |
| ---------------------------------------------------- | ----------- | --- |
| 21 февраля 2012 года (не состоялась)                 | Азербайджан | В Азербайджане фильм ещё до премьеры, намеченной на 21 февраля в Баку, был снят с проката из-за опасения, что его показ навредит отношениям с Грузией. Фёдор Бондарчук прокомментировал ситуацию с азербайджанским прокатом как ситуацию с «непонятным» характером и опроверг все заявления относительно того, что фильм разжигает межнациональную рознь. Хотя в прессе часто упоминалось, что в Азербайджане фильм был запрещён, на данный момент[уточнить] он просто снят с проката. Иван Скворцов из издания Сегодня. Ру прокомментировал отмену показа в Азербайджане словами, что фильм «косвенно выявил мерзкое сплетение подлых пропагандистских русофобских интриг, [где] воедино сошлись интересы кавказских террористов, грузинских реваншистов и американских капиталистов».                                                                     |
| 22 февраля 2012 года                                 | Беларусь    | |
| 22 февраля 2012 года                                 | Казахстан   | |
| 1 марта 2012 года (не состоялась) 15 марта 2012 года | Украина     | Запланированная премьера на 1 марта не состоялась, потому что Министерство культуры Украины вовремя не выдало фильму прокатную лицензию (в те дни фильм прошёл только в ограниченном количестве кинотеатров), из-за чего фильм вышел только 15 марта, но, опять же, не во всех кинотеатрах. |
| 25 марта 2012 года (неофициальная)                   | Молдова     | Прокат в Молдавии тоже был отменён, когда его показу воспротивилась местная грузинская диаспора, однако 25 марта в Бендерах состоялся закрытый показ фильма в рамках пятидневной акции в поддержку российских миротворцев «Спасибо Вам за мир!», которую организовало РМД «Молодёжное Обновление». Активисты движения раздавали на улице гражданам флаеры с вопросами об истории миротворческой миссии РФ и за правильные ответы люди получали билет на закрытый показ. Здесь фильм был встречен положительно. |
| Неизвестна                                           | Кыргызстан  | В Киргизии на фильм отрицательно отреагировала местная диаспора киргизских грузин в лице Общественного объединения «Иверия», которая обвинила фильм в том, что он порочит грузинский народ. Посол Грузии в Киргизии Паата Каландадзе прокомментировал это возмущением по поводу того, что, по его мнению, вместо «Августа. Восьмого» в Киргизии следовало показывать заслуженные киношедевры российского кино («Мы не агрессоры, как нас пытаются представить в картине. А за ширмой художественного сюжета мы превращаемся в монстров, расстреливающих автобус с детьми»). Каландадзе утверждал, что велась серьёзная работа по предотвращению проката фильма в Казахстане, но, судя по всему, его попытки ни к чему не привели, так как нет никаких данных о том, чтобы казахстанский прокат сопроводждался какими-либо протестами или вообще был сорван. |
| 1 сентября 2012 года                                 | Австралия   | В Австралии премьера состоялась 1 сентября 2012 года в рамках девятого кинофестиваля российского кино «Русское Возрождение 2012» (Russian Resurrection 2012). Причём, в отличие от «5 дней в августе», которые в Австралии шли с рейтингом MA15+, фильму был дан более жёсткий рейтинг R18+. |
| 19 октября 2012 года (неофициальная)                 | Эстония     | 19 октября состоялся первый показ фильма на территории Евросоюза, который, в качестве эксклюзивного, прошёл в Эстонии в рамках четвёртой годовщины таллинского международного медиа-клуба «Импрессум». Показ проходил в конференц-зале Национальной библиотеки Эстонии и был встречен положительно. |
| 10 января 2013 года                                  | Греция      | В Греции фильм был выпущен на DVD под названием «Ο Πόλεμος της Φωτιάς» (рус. Война Огня). |
| 19 января 2013 года                                  | Испания     | 19 января 2013 года состоялся показ фильма на юге Испании, в Марбелье, в рамках первого в Испании кинофестиваля современного российского кино Marbella Russian Film Fest (MARFF). |
| 7 августа 2013 года                                  | Франция     | Во Франции фильм был выпущен на DVD и Blu-Ray компанией «Metropolitan Films» под англоязычным названием «War Zone» и это было первое зарубежное издание фильма, которое было продублировано на иностранный язык, включая кадр с названием фильма (продублированы даже осетинская и грузинская речь). |
| 10 августа 2013 года                                 | Япония      | В Японии фильм вышел под названием «Августовские войны» (яп. オーガストウォーズ О:гасуто Уо:дзу) (дистрибьютером выступила компания «Toei»). Японская версия примерно на 4 минуты короче оригинальной. |
| 13 сентября 2013 года                                | Китай       | В китайском прокате, после частых переносов, фильм вышел под названием «Взаимный огонь» (кит. трад. 穿越火線, упр. 穿越火线, пиньинь Chuānyuè huǒxiàn). |

#### Украинский прокат
«Может быть сколько угодно мнений относительно художественной ценности или содержательного наполнения фильма. Но зритель имеет право на то, чтобы составить эту мысль самостоятельно — посмотреть фильм и определить собственное отношение к работе создателей картины и событиям, о которых говорится в фильме. Госкино не может выступать цензором в таких вопросах и не имеет оснований для запрета проката фильма на Украине».
В начале октября 2011 г. в Киеве в кинотеатре «Киев» состоялась презентация 25-минутного фрагмента. Фрагмент состоял из трёх эпизодов с участием Ивановой, Бероева и Матвеева. Презентация была устроена украинской компанией Ukrainian Film Distribution и была встречена зрителями положительно. На 1 марта была назначена украинская премьера, хотя ещё до неё киевские организации Союза украинской молодёжи, Молодого Руха и Молодёжного Националистического Конгресса, Всеукраинское объединение «Свобода» и представители грузинской диаспоры на Украине требовали снять фильм с проката. Тем не менее, фильм так и не был снят и некоторые украинские зрители посчитали, что его вполне может ждать судьба фильма «Мы из будущего 2», который был запрещён к украинскому прокату, из-за чего разгоревшаяся вокруг него шумиха только увеличила к фильму интерес украинских зрителей. В итоге, премьера не состоялась, потому что Министерство культуры Украины не выдало прокатное удостоверение на демонстрацию фильма, при этом украинский дистрибьютор фильма Ukrainian Film Distribution отмечал, что Министерство только задерживает выдачу, а не отказывает в прокате. Как выяснилось, дистрибьютор обратился в Государственное агентство по вопросам кино с просьбой выдать прокатное удостоверение только 28 февраля, за два дня до намеченной премьеры. Рассмотрение просьбы по украинскому законодательству осуществляется в течение 10 рабочих дней после его подачи. 13 марта истёк этот срок, после чего его продлили ещё на 25 дней, что разрешается в случае возникновения разногласий по определению индекса фильма. Какое-то время украинская и русскоязычная пресса Украины выходили под заголовками, что Министерство всё-таки запретило прокат, однако само Министерство официально подобных заявлений так и не сделало, а 12 марта пресс-служба Министерства сообщила, что никакого запрета на прокат фильма не выдавала и на данный момент фильм проходит рассмотрение для выдачи прокатного удостоверения. При этом она добавила, что все вышеперечисленные организации официально не обращались к ней с просьбой запретить фильм. Эксперт-психолог комиссии Государственного агентства Украины по вопросам кино Александр Шпилинский назвал фильм пропагандой, но на очень высоком техническом и эстетическом уровнях, и сказал, что в фильме нет никаких зацепок, чтобы его запрещать. По непроверенным данным, с момента запланированной премьеры фильм шёл только один раз в Киеве — 8 марта. Наконец, Государственное агентство Украины по вопросам кино сообщило, что 15 марта фильму наконец было выдано прокатное удостоверение, но планка возрастного рейтинга была поднята до 18 лет. Однако, его прокат был ограниченным (всего около 44 экранов), что отрицательно сказалось на сборах.
Джаник Файзиев назвал запрет на прокат фильма политической игрой и сказал, что удивлён формулировкой «фильм разжигает межнациональную рознь», так как, по его словам, все те люди, что смотрели фильм в его присутствии, говорили совершенно иное. Все заявления о «разжигании национальной розни» он в различных интервью назвал абсурдными.
Я вижу в этих запретах какую-то политическую игру. Министерство иностранных дел Грузии просто «судит по себе». Думая, что раз они сделали фильм «5 дней в августе», в котором все политические акценты очевидным образом расставлены (для политических целей это кино и делалось), то они, видимо, полагают, что мы тоже будем делать кино, в котором будем расставлять политические акценты. Поскольку мы этого не делали, то они нас за глаза приговорили к политической ангажированности. Мне, честно говоря, обидно.
Шеф-редактор веб-проекта «Однако» Виктор Мараховский высказал своё мнение по поводу запрета на прокат фильма: фильм показывает Россию с Северным Кавказом как страну, в которой «живут в основном нормальные люди», где «солдаты не пытаются изнасиловать всё живое» и где «царит совсем не идеальный, но вполне достойный существования мир», который «Грузия, решившая взять и по-быстрому откусить свою бывшую автономию, нарушает». В качестве сравнения он привёл фильмы «Утомлённые солнцем 2: Цитадель» и «9 рота», которые, по его мнению, не были нигде запрещены в первую очередь потому, что всё действие в них происходит «в пространстве, где Россия по определению есть юдоль греха и мерзости, а всё, что на неё обрушивается, — наказание свыше».
Украинская телепремьера состоялась 2 декабря 2012 года на телеканале ICTV. В ответ созданная на Facebook группа «НІ російській кінопропаганді — No Russia lie» назвала канал украинофобским.

## Реакция на фильм

### В Грузии
«Наш фильм смотрело много людей грузинской национальности. И как раз многие из них, пожимая мне руку, говорили о том, что это большая честь и нам удалось сделать кино, которое говорит о том, что наши народы давным-давно вместе и дружат и никто эту дружбу разрушить не может. А война, которая случилась, — это просто стихийное бедствие, которое является несчастьем для всех простых людей».
В Грузии фильм вызвал однозначно негативную реакцию. Ещё на стадии производства фильма, в самом начале июля 2011 г., грузинский новостной интернет-портал «Грузия Online» опубликовал статью, в которой Мераб Гагуа в довольно жёсткой форме раскритиковал съёмки фильма. В частности, он обвинил команду в искажении реальных событий (по его мнению, агрессором выступала не Грузия, а Россия), назвав фильм «кремлёвской пропагандой», а в качестве причины изображения в фильме Грузии как агрессора критик назвал «настрой кремлёвских руководителей».
Положительная оценка фильма, данная Президентом России Дмитрием Медведевым, снова спровоцировала негативную реакцию в Грузии. Так, например, портал «Грузия Онлайн» опубликовал заметку «Медведев не читал Крылова…», в которой демонстрировалось весьма критическое отношение как к фильму, так и к его оценке Медведевым. На следующий день министр культуры и охраны памятников Грузии Ника Руруа, ранее похваливший фильм «5 дней в августе», дал негативную оценку фильму «Август. Восьмого» и Медведеву, заявив, что Медведев «живёт в том фантастическом мире, в жанре которого снят фильм „Август восьмого“», и все его утверждения «рассчитаны на внутреннее потребление».

### В России
«Важно, что мы сегодня возвращаемся к событиям августа 2008-го. Это нужно во имя памяти ваших товарищей, которые погибли тогда, защищая граждан нашей страны, это нужно для того, чтобы подобные события не повторялись».
Несмотря на то, что картина ещё до премьеры критиковалась за наличие слишком несерьёзных для военного фильма элементов в виде воображаемых роботов, фильм был встречен положительно и за первый уик-энд собрал более 140 млн. рублей (около 5 млн. долларов) при наличии 673 тыс. зрителей, выйдя в итоге по сборам на первое место в прокате среди отечественных фильмов. В остальном же фильм занял второе место, уступив фильму «Призрачный гонщик 2», который в те выходные собрал около 240 млн рублей. Тем не менее, из-за такой конкуренции фильм собрал только около 10 млн долларов, что было ниже, чем у предыдущего проекта Файзиева «Турецкий гамбит», который только в России собрал около 18,5 млн долларов. Несмотря на то, что фильм всё же вошёл в тройку лидеров российского кинопроката 2012 года, в ноябре 2012 года российское издание «Forbes» включило «Август. Восьмого» в список 12-ти самых громких провалов российского кино в 2012 году, правда на последнее 12-е место.
В День защитника Отечества Дмитрий Медведев посетил «Главкино», где встретился с создателями фильма и военнослужащими, принимавшими участие в конфликте. Он положительно отозвался о фильме и поблагодарил съёмочную группу и военных лиц. В интервью Илоне Егизаровой Егор Бероев сказал, что Медведеву понравился его образ в исполнении Владимира Вдовиченкова.
После московской премьеры Джаник Файзиев в интервью Вите Рамм сказал, что после киносеанса он услышал от одного из зрителей такой комплимент: «А я даже не знаю, с чем ваше кино сравнить». Файзиев это прокомментировал так: «Если у человека нет аналогов для сравнения, значит, они сделали фильм, достойный зрительского внимания».
Алексей Ухватов, который стал прототипом Лёхи, положительно отозвался о фильме, отметив очень достоверно поставленные боевые сцены, но раскритиковал само название фильма «Август. Восьмого». По его мнению, это название больше подошло бы фильму, если бы он был целиком военный, а не любовной историей на фоне войны. Заодно он заявил, что к сцене смерти Ильи нужно было подойти более скрупулёзно, потому что он не смог сразу связать этот персонаж с Денисом Ветчиновым и только после просмотра понял, кто был прототипом Ильи.

### Международная
В преддверии азербайджанской премьеры в Баку с протестом выступила инициативная группа азербайджанских пользователей Facebook. Участники этой группы обратились к администрации кинотеатра, заявив, что показывать картину нельзя. Они провели параллели между Грузией (которая считает Южную Осетию и Абхазию грузинской территорией, а Россию — «оккупантом») и Азербайджаном (который занимает аналогичную позицию по отношению к Нагорному Карабаху и Армении). Противники фильма заявили, что он «оправдывает войну России против Грузии в 2008 г., оккупацию территории Грузии, гегемонию России на Южном Кавказе». Самым главным аргументом снятия с показа стало то, что Россия была в числе тех стран, которые не поддержали резолюцию о территориальной целостности Азербайджана в Генассамблее ООН. В итоге, администрация кинотеатра согласилась уступить. Заявление Park Cinema опубликовало издание Vesti.az, поддержавшее протест. В обращении отмечается, что «фильм „Август. Восьмого“ снят со всех рекламных носителей кинотеатра (раздел „Скоро“ на сайте кинотеатра, видеоролики в фойе кинотеатра, рекламные постеры, флаеры)». Администрация заявила, что планирует организовать «закрытый показ только для СМИ с целью дискуссии», но, по слухам, таковой так и не состоялся. Как отмечает REGNUM, фактически фильм снят с проката. Журналист Бахрам Батыев написал, что фильм мог подорвать азербайджано-грузинские отношения и было бы крайне неразумно показывать его в Азербайджане, иначе последний мог лишиться поддержки Грузии в плане своих потерянных территорий. В интервью Дарье Чередник на радио «Голос России» Файзиев сказал, что он, в целом, понимает положение Азербайджана. Между тем, как он сказал, азербайджанцам, которые видели картину на предварительно высланных копиях, фильм понравился.
Аналогичные протесты устроила грузинская диаспора Украины и киевская организация Союза украинской молодёжи, Молодёжного националистического конгресса и Молодого народного руха, которые обратились с жалобами в Национальную экспертную комиссию Украины по вопросам защиты общественной морали, Государственное агентство Украины по вопросам кино и Службу безопасности Украины. Претензии были теми же — «разжигание межнациональной вражды и ненависти к братскому нам грузинскому народу, поэтому публичный показ такого кино в Украине недопустим». В конечном итоге 6 марта было объявлено, что Министерство культуры Украины запретило фильм, хотя само Министерство официально подобных заявлений не делало. Эксперт-психолог комиссии Государственного агентства Украины по вопросам кино Людмила Грицанок заявила, что она не против показа фильма, но добавила, что в нём «используются приёмы психологического воздействия, [которые] рядовому зрителю трудно распознать, поэтому он не может им противодействовать». И хотя 15 марта 2012 г. фильм всё-таки был выпущен в украинский прокат и поднявшаяся вокруг него шумиха должна была только подогреть к нему зрительский интерес, за 18 дней проката фильм собрал только 14 540 долларов, при этом количество фильмокопий для украинского проката насчитывало всего 44, в то время как фильм «Джон Картер» (который, правда, вышел в украинский прокат на неделю раньше) имел 109. Провальные результаты обусловлены тем, что из-за скандала вокруг его политкорректности, из-за задержки с релизом и из-за прекращения его рекламной кампании до проката фильм вышел на экраны не в запланированное время, поэтому ему пришлось конкурировать всё с тем же «Джоном Картером» и «Лораксом», которые возглавили украинский прокат в тот период.
Украинская националистка Ирина Фарион требовала от соотечественников бойкотировать фильм, заявляя что целью фильма «является манипулирование массовым сознанием с целью обелить российский империализм вообще и вторжение в Грузию… в частности».
Ещё до японской премьеры японский геймдизайнер Хидэо Кодзима назвал в своём твиттере фильм «сильным, смелым, увлекательным», посмотрев только трейлер. В Китае фильм был встречен весьма положительно, собрав в первый день проката собрал 2,7 млн юаней (439 000 долларов), и в целом сумел чуть-чуть пополнить кассовые сборы фильма.

## Критика

### Российская
В России фильм вызвал неоднозначную реакцию. Так, Сергей Оболонков в своей рецензии на портале Lenta.ru дал весьма невысокую оценку фильму. Критик хотя и отмечает «более-менее интересную задумку» и «сносные спецэффекты», но при этом, сравнивая показанное в фильме со словами режиссёра, указывает на почти полное отсутствие в фильме драмы, политическую ангажированность фильма, чрезмерное использование в фильме взрывов и спецэффектов.
Ещё более разгромную рецензию опубликовал портал «Релакс», в которой Елена Полякова весьма критически описывает сюжет фильма, при этом в качестве главной проблемы фильма она отмечает политическую линию, связанную с выступлением Президента России. Кроме того, критик отмечает и роботов, сделанных «на довольно уверенную тройку с участием голливудских рисовальщиков», тщательное копирование голливудских штампов, неуместность героически-бравурного тона в фильме, а также то, что фильм «местами самовлюблённо затянут и злоупотребляет заимствованиями». В качестве положительного момента Полякова отмечает неплохо поставленные боевые сцены.
Денис Ступников в своей рецензии отнёсся к фильму довольно положительно, но при этом отметил ряд недостатков. Так, в целом фильм, по его мнению, является «достоверным и убедительным», за исключением выбора названия фильма, несоответствующего главной сюжетной линии фильма, линию с вымышленным Президентом России и сам финал картины. Идею использования гигантских человекообразных роботов в фильме Ступников назвал «самой сильной стороной фильма», поскольку, по его мнению, данный приём выполняет не только развлекательную функцию, но и глубже раскрывает психологические проблемы Артёма.
Леонид Володарский назвал фильм не шедевром, но, по его мнению, «Август. Восьмого» получился значительно лучше предыдущих «Олимпиус Инферно» и «5 дней в августе».

### Международная
Игорь Булкаты из информационного агентства ОСинформ (осетинское информационное агентство) назвал фильм безвкусным, безнравственным в отношении Южной Осетии и совершенно не отражающим юго-осетинских реалий. Заодно он обвинил Джаника Файзиева в том, что тот обратился за помощью к «заморскому сценаристу», хотя, по идее, должен был на роль соавтора сценария приглашать человека, который знает тему конфликта изнутри. Южным осетинам в большинстве не понравилось, что большая часть съёмок прошла в Абхазии, а не на месте реальных боевых действий.
Австралийский критик Питер Гэлвин положительно отозвался о фильме, охарактеризовав его, как «шокирующе и смешно в то же время», хотя, по его мнению, фильм напомнил ему «старомодный голливудский боевик, который пытается делать вид, что он вне политики». Рецензию он завершил словами, что «картина имеет твёрдый моральный компас» и «не позволит вам когда-либо забыть её».

## Награды
1 марта 2012 года председатель организации «Общественная комиссия по борьбе с коррупцией» Владимир Мамаев наградил Джаника Файзиева и Максима Матвеева медалями чести за гуманистический вклад в российский кинематограф. 21 января 2013 года в Марбелья, в рамках первого в Испании кинофестиваля современного российского кино «Marbella Russian Film Fest», Светлана Иванова получила награду, как лучшая актриса, за роль Ксении.
Оператор фильма Сергей Трофимов номинировался на Белый квадрат, но награду получил Геннадий Карюк за фильм «Искупление».
Фильм номинировался на премию Жорж в категориях Лучший российский экшн и Лучшая российская драма, но выиграл только в первой номинации (во второй награду получил «Духless»).

## Выход на оптических носителях

### DVD
Выход на DVD (5-й регион) был официально намечен на 22 марта 2012 г. компанией «Флагман-Трейд», но, по неизвестным причинам, ещё за несколько дней до этого DVD-издания уже стали доступны в интернет-магазинах. Издание было однодисковым, и поскольку на данный момент в зарубежном прокате фильм шёл только в тех странах, где его перевод не требовался, то издание не имело никаких субтитров, но включало в себя клип «Просто любовь» и ряд вырезанных сцен.

### Blu-ray
Выход Blu-ray-издания (регион C) состоялся 14 июня 2012 года. Содержание диска от DVD-издания ничем не отличалось, за исключением дополнительной звуковой дорожки в формате Dolby TrueHD.